# Теорема о симплектическом верблюде
Теорема о симплектическом верблюде — одна из основных теорем в симплектической геометрии.
Теорема гласит, что шар возможно вложить в цилиндр сохраняя естественную симплектическую форму,
только если радиус шара не превосходит радиуса цилиндра.

## История
Доказана в 1985 году Михаилом Громовым.
Ян Стюарт назвал эту теорему теоремой о симплектическом верблюде, ссылаясь на библейскую притчу «удобнее верблюду пройти сквозь игольные уши, нежели богатому войти в Царствие Божие».
До появления этой теоремы было очень мало известно о геометрии симплектических преобразований.
Одно простое свойство симплектоморфизма заключается в том, что он сохраняет объем.
Легко видеть, что шар любого радиуса допускает вложение в цилиндр любого радиуса с сохранением объёма.
Таким образом, теорема о верблюде говорит, что класс симплектических преобразований существенно меньше класса диффеоморфизмов, сохраняющих объём.

## Формулировка
В пространстве
{\displaystyle \mathbb {R} ^{2n}=\{z=(x_{1},\ldots ,x_{n},y_{1},\ldots ,y_{n})\}}
с симплектической формой
{\displaystyle \omega =dx_{1}\wedge dy_{1}+\ldots +dx_{n}\wedge dy_{n}}
рассмотрим шар радиуса R
{\displaystyle B(R)=\{z\in \mathbb {R} ^{2n}\mid \|z\|<R\}}
и цилиндр радиуса r
{\displaystyle Z(r)=\{z\in \mathbb {R} ^{2n}\mid x_{1}^{2}+y_{1}^{2}<r^{2}\}.}
Теорема о симплектическом верблюде говорит, что если мы можем найти симплектическое вложение
{\displaystyle \phi \colon B(R)\to Z(r),}
то {\displaystyle R\leqslant r}.